# 中共中央政治局机关旧址
31°14′01″N 121°28′24″E / 31.23354°N 121.47320°E
中共中央政治局机关旧址（1928-1931年），是中共中央政治局在中国共产党第六次全国代表大会之后的机关旧址（1928年5月至1931年4月）。位于中华人民共和国上海市黄浦区云南中路171-173号（原云南路447号）。
1980年8月26日，该建筑以中共“六大”以后党中央政治局机关旧址之名，被上海市人民政府定为第二批上海市文物保护单位。2020年8月13日，上海市人民政府办公厅下发通知，同意市文化旅游局将之更名为中共中央政治局机关旧址（1928-1931年）。

## 概述
1928年4月，大量中央和各地代表从上海陆续秘密前往莫斯科参加中国共产党第六次全国代表大会。同年5月，中共中央决定由李维汉、任弼时、罗登贤在上海负责留守中央工作。在上海担任中共中央会计工作的熊瑾玎以商人身份租得云南路447号的生黎医院（房东周生赉）楼上的三间房间，设立中共中央政治局机关，并挂出福兴商号招牌作为掩护，对外称自己是经营湖南土布的商人。熊瑾玎的夫人朱端绶以老板娘的身份进入机关，协助政治局完成部分内勤事务。该建筑是一幢坐西面东的沿街楼房，与福州路上的天蟾舞台相通。
留守上海的中共中央政治局常在此开会办公，包括负责记录的中共中央秘书长邓小平。9月，中国共产党第六届中央委员会委员向忠发、蔡和森、李立三等先行回国到上海，同月2日，中央政治局在上海召开第一次常委会议，决定在此开会工作。从1928年秋到1931年4月，中共中央政治局、中央军委、中共江苏省委的主要领导周恩来、项英、瞿秋白、李立三、彭湃、邓小平、李维汉、李富春、任弼时、邓中夏等人常常汇聚于此。期间，1929年9月28日，中共中央政治局在此地讨论通过了陈毅起草的、中央军委书记周恩来审批的给红四军指示信（九月来信），在古田会议上恢复毛泽东对红四军的领导。
此地是中共中央在上海期间活动时间最长的一处旧址，也是中国共产党当时最重要和机密的机关。当时上海中共中央秘密机关和领导人住处经常更换，但此地仍然保持了三年多，期间召开了中共六届二中全会、中共六届三中全会，并创办中共中央机关报《红旗》周刊（后与《上海滩》合并为《红旗日报》）。
1931年4月26日晨，中共中央负责保卫工作的顾顺章在湖北汉口被捕叛变，机关面临暴露风险。潜伏的中共特工钱壮飞截断情报，并迅速向李克农报告。最终帮助周恩来领导中共中央、中共江苏省委、共产国际远东局的机关和资料全部于当夜转移，避免中共上海地下党遭到彻底粉碎。
之后中共中央被迫放弃了云南路447号。1946年，周恩来率领中共代表团与中国国民党进行谈判，期间数次到上海，因工作繁忙无暇分身，他仍派司机开车送随行的熊瑾玎和朱端绶去看看，并要他们在旧址上拍照给他留念。中华人民共和国成立后，1952年，邓小平和李维汉在路过上海时，也特意旧地重访。1966年1月14日，熊瑾玎八十大寿，周恩来专程登门拜访，周恩来亲笔手书材料称“在内战期间，熊瑾玎、朱端绶同志担任中央最机密的机关工作，出生入死，贡献甚大，最可信赖。”后来这份证明材料保护了熊家度过文化大革命。
文化大革命结束后，1979年10月，上海市文物保管委员会开始对旧址进行调查。旧址现为民居，不对公众开放。1980年8月26日，该建筑旧址经上海市人民政府定为第二批上海市文物保护单位。1999年5月，命名为黄浦区爱国主义教育基地。2020年10月1日，中共中央政治局机关旧址史迹陈列展试运营开放。